# وارينفيل (إلينوي)
وارينفيل (بالإنجليزية: Warrenville)‏ هي مدينة تقع في الولايات المتحدة في مقاطعة دوبيج. يقدر عدد سكانها بـ 13,316 نسمة .